# Поду-Олтулуй
Поду-Олтулуй (рум. Podu Oltului) — село у повіті Брашов в Румунії. Входить до складу комуни Херман.
Село розташоване на відстані 150 км на північ від Бухареста, 15 км на північний схід від Брашова.

## Населення
За даними перепису населення 2002 року у селі проживали 554 особи.
Національний склад населення села:
| Національність | Кількість осіб | Відсоток |
| -------------- | -------------- | -------- |
| румуни         | 530            | 95,7%    |
| угорці         | 12             | 2,2%     |
| цигани         | 11             | 2,0%     |

Рідною мовою назвали:
| Мова      | Кількість осіб | Відсоток |
| --------- | -------------- | -------- |
| румунська | 543            | 98,0%    |
| угорська  | 11             | 2,0%     |